# Ezechiel N'Douassel
Ezechiel N'Douassel   (N'Djamena, 22 d'abril de 1988) és un exfutbolista txadià de les dècades de 2000 i 2010.
Fou internacional amb la selecció de futbol del Txad.
Pel que fa a clubs, destacà a Tourbillon FC, MC Oran, USM Blida, Club Africain, i Ironi Kiryat Shmona.